# Luiza Małgorzata
Luiza Małgorzata Aleksandra Wiktoria Agnieszka (ur. 25 lipca 1860 w Poczdamie, zm. 14 lipca 1917 w Londynie) – księżniczka pruska, księżna Connaught.

## Życiorys
Luiza Małgorzata była córką księcia Fryderyka Karola (1828–1888), syna Karola Pruskiego (1801–1883) i jego żony Marii Sachsen-Weimar-Eisenach (1808–1877). Jej matką była księżniczka Maria Anna Anhalt-Dessau (1837–1906), córka Leopolda IV Anhalt-Dessau. Jej ojciec był bratankiem cesarza Wilhelma I.
13 marca 1879 wyszła za mąż za księcia Connaught i Strathearn, Artura. Uroczystość zaślubin odbyła się w windsorskiej kaplicy świętego Jerzego. Mąż Luizy był siódmym dzieckiem i trzecim synem królowej Wiktorii Hanowerskiej i jej męża, księcia Alberta. Królowej Wiktorii nie podobała się wybranka swojego syna – jej zęby określiła jako „szkaradne”. Nie lubiła też ojca Luizy, uważała go za zbyt autorytarnego.
Luiza zmarła wskutek grypy i wywołanego przez nią zapalenia oskrzeli. Była ofiarą epidemii grypy, panującej w latach 1917–1918. Została pochowana w królewskim mauzoleum w Frogmore. Jej mąż zmarł 25 lat później.

## Dzieci
- Małgorzata (1882–1920), żona króla Szwecji, Gustawa VI, babka królowej Danii Małgorzaty II oraz króla Szwecji Karola XVI
- Artur (ur. 13 stycznia 1883, zm. 12 września 1938)
- Patrycja (ur. 17 marca 1886, zm. 12 stycznia 1974)

## Tytulatura
- Jej Królewska Wysokość księżniczka Luiza Małgorzata Pruska (1860–1879)

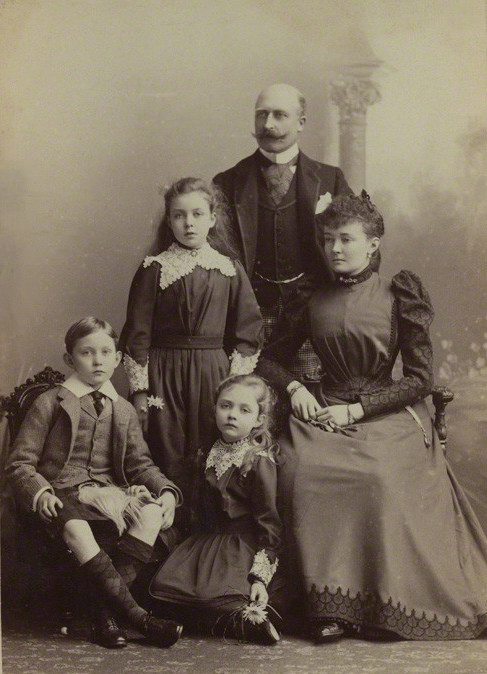
Księżna Luiza Małgorzata z mężem i dziećmi

- Jej Królewska Wysokość księżna Connaught (1879–1917)